# Gustav Rödel
Gustav Rödel, nemški častnik, vojaški pilot in letalski as, * 24. oktober 1915, Merseburg (Saška), † 6. februar 1995, Bonn-Bad Godesberg.

## Življenjepis
Gustav Rödel se je Luftwaffe pridružil že leta 1936 in se začel usposabljati za pilota lovskih letal. Z Legijo Kondor je sodeloval v španski državljanski vojni, kjer je služil v J/88 in bil za zasluge odlikovan z španskim križem v bronu z meči. 
15. julija 1939 se je s činom poročnika pridružil 2./JG 21. Med napadom na Poljsko je 1. septembra 1939 dosegel svojo prvo zračno zmago, ko je nad Varšavo sestrelil poljskega lovca PZL P.24. Že 7. septembra je moral prvič zasilno pristati, ko je pri nizki akciji v podporo pehoti njegovemu lovcu odpovedal motor. Ni povsem jasno ali je bila odpoved motorja posledica protiletalskega ognja ali tehnična napaka, kljub temu pa je Rödel z okvarjenim motorjem uspel prileteti skoraj do meje z Nemčijo, kjer je pristal. Po enem dnevu izogibanja poljskim enotam se je vrnil v matično bazo. 
24. novembra 1939 je bil premeščen v Geschwaderstab JG 27, s katerim je sodeloval v bitki za Francijo, kjer je dosegel nove tri zmage. Julija 1940 je bil ponovno premeščen, tokrat k 4./JG 27, 7. septembra pa je postal njen Staffelkapitän. Do konca septembra je dosegel 14 zračnih zmag, večino med bitko za Britanijo. Z isto enoto je sodeloval tudi pri Operaciji 25, nemškem napadu na Balkan, kjer je nad Grčijo dosegel šest zmag. Tri grške lovce je sestrelil 15. aprila 1941, 20 aprila pa je premagal tri britanske lovce Hawker Hurricane. 
22. junija 1941 je bil nadporočnik Rödel za dvajset doseženih zračnih zmag odlikovan z Viteškim križem železnega križca. Po koncu operacije je bila njegova enota 4./JG 27 premeščena na sever, kjer je sodelovala pri začetnih bojih operacije Barbarossa, invazije na Sovjetsko zvezo. Tam je Rödel dosegel eno zračno zmago, sovjetski lahki bombnik Tupoljev SB-3, ki ga je sestrelil 25. junija 1941. 
Kmalu za tem je bila 4./JG 27 premeščena v Severno Afriko. Tam je Rödel 4. decembra 1941 dosegel svojo trideseto zračno zmago, ko je v bližini Bir el Gobija sestrelil južnoafriškega lovca Curtiss P-40 Warhawk. 20. maja 1942 je postal Gruppenkommandeur II./JG 27, svojo štirideseto zmago pa je dosegel tri dni kasneje, ko je v bližini Ras el Tina sestrelil še enega Warhawka. 21. julija je sestrelil štiri Hurricane za zmage od 48 do 51. Nad El Alameinom je nato 9. oktobra 1942 sestrelil še tri lovce Bell P-39 Airacobra in tako dosegel 60 zračnih zmag. Oktobra 1942 je Rödel priajvil 15 zračnih zmag, 1. novembra pa je dosegel svojo 73. zmago, zadnjo v Severni Afriki. 
22. aprila 1943 je bil imenovan za Komodorja JG 27, maja pa je sodeloval v bojih nad Sicilijo in Grčijo. 22. maja je dosegel tri zmage (76–78), 20. junija 1943 pa je bil odlikovan s hrastovimi listi k viteškemu križu (Nr. 255). Svojo osemdeseto zmago je dosegel 4. oktobra 1943, konec istega meseca pa je bil s svojo enoto premeščen nazaj v Nemčijo na naloge obrambe domovine. Tam je število svojih zmag dvignil na 93, med njegovimi žrtvami pa je bilo mnogo ameriških težkih štirimotornih bobmnikov. 
Junija 1944 je svojo enoto vodil med operacijo Overlord v severni Franciji in tam 29. junija sestrelil tri ameriške lovce Republic P-47 Thunderbolt (95–97). 5. julija je dosegel svojo 98. in zadnjo zračno zmago, ko je v bližini francoskega mesta Angleure sestrelil ameriškega dvomotornega lovca Lockheed P-38 Lightning. Decembra 1944 je Rödel sodeloval pri planiranju in izvedbi operacije Bodenplatte, nemškim napadom na zavezniška letalska oporišča v deželah Beneluksa, od začetka januarja 1945 pa je bil član štaba 2. lovske divizije (2. Jagddivision) in od prvega februarja s činom polkovnika njen glavni poveljnik. Na tem položaju je ostal do konca druge svetovne vojne.

### Povojna leta
Rödel se je leta 1957 pridružil Bundesluftwaffe, kjer je dosegel čin generalmajorja. Upokojil se je leta 1971, umrl pa je 6. februarja 1995 v Bonn-Bad Godesbergu star 80 let.
Gustav Rödel je v svoji karieri sodeloval na okoli 980 bojnih nalogah, na katerih je dosegel 98 potrjenih zračnih zmag. Eno zmago je dosegel nad vzhodnim bojiščem, vse ostale pa nad zahodnim, med temi zmagami pa je bilo 12 težkih bombnikov. 

## Odlikovanja
- Železni križec 2. in 1. razreda
- Ehrenpokal der Luftwaffe (14. december 1940)
- Nemški križ v zlatu (16. julij 1942)
- Viteški križ železnega križca (22. junij 1941)
  - hrastovi listi k viteškemu križu (20. junij 1943)
- Španski križ v bronu z meči